# 贡噶岭橐吾
贡噶岭橐吾（学名：Ligularia kongkalingensis）为菊科橐吾属的植物，是中国的特有植物。分布在中国大陆的四川等地，生长于海拔3,800米至4,800米的地区，一般生长在高山流水处，目前尚未由人工引种栽培。